# NGC 4764
NGC 4764 é uma galáxia elíptica (E2) localizada na direcção da constelação de Virgo. Possui uma declinação de -09° 15' 27" e uma ascensão recta de 12 horas, 53 minutos e 06,7 segundos.
A galáxia NGC 4764 foi descoberta em 1882 por Ernst Wilhelm Leberecht Tempel.